# ŽRK Vardar
Der ŽRK Vardar (ЖРК Вардар) ist ein Frauenhandballverein aus der nordmazedonischen Hauptstadt Skopje. Der Verein spielt in der ersten Liga des Landes und ist Teil des Gesamtvereins Vardar Skopje, der unter anderem auch über eine erfolgreiche Fußball- und Männerhandballabteilung verfügt.

## Geschichte
Der Verein wurde 1961 unter dem Namen RK Graficar gegründet. Seit Bestehen des Vereins änderte sich mehrmals der Vereinsname, so dass die Mannschaft als Vardar Vatrostalna Skopje, ŽRK Vardar Osiguruvanje und ŽRK Vardar SCBT antrat.
Nach der mazedonischen Unabhängigkeit feierte der Klub 1994 mit dem Gewinn des mazedonischen Pokals seinen ersten Erfolg. 2013 folgte mit dem ersten Meistertitel der Vereinsgeschichte der nächste Titel. Seitdem gewann Vardar die mazedonische Meisterschaft insgesamt sechs Mal und kann ebenso sechs Pokalsiege vorweisen. 2014, 2015, 2016, 2017 und 2018 gewann der Club dabei das nationale Double aus Meisterschaft und Pokal.
In der EHF Champions League war das Team ab der Saison 2013/14 vertreten. In der Debütspielzeit zog ŽRK Vardar direkt ins Final Four ein und konnte auch anschließend einige hohe Platzierungen vorweisen: 2013/14, 14/15 und 15/16 wurde man jeweils Dritter, 16/17 und 17/18 unterlag man jeweils erst im Finale und wurde Zweiter. Die Zeit zwischen 2013 und 2018 stellt die erfolgreichste Phase der Vereinsgeschichte dar. In der ersten Jahreshälfte 2018 verkündete der Verein, dass im Zusammenhang mit dem finanziellen Rückzug des Mäzens aus dem Gesamtverein auch die Frauenhandball-Abteilung massive Kürzungen vornehmen müsse. Aus diesem Grund mussten fast alle Weltklassespielerinnen den Verein verlassen. Der Fokus liegt seither auf der Ausbildung junger, lokaler Spielerinnen aus Nordmazedonien aber Vardar war seither nicht in der Lage, an die vergangenen Zeiten anzuschließen.